# Кастањете
Кастањете, иако везане првенствено за шпански фолклор, су одомаћене и на ширем медитеранском простору, а у даљем пореклу су, такође, са истока. Два издубљена комада (кестеновог) дрвета, шкољкастог облика, везују се узицом један за други и за прсте свирача (често - играча), који их покретом шаке ритмично удара један о други. Оштар и сув звук који тако настаје обогаћен је призвуком ваздуха сабијеног у шупљину унутар шкољке.
У оркестарској примени шкољке су закачене за дршку, понекад на оба краја по пар, па се удар постиже трешењем дршке. Уметак између шкољки повећава резонантну шупљину и чини звучност пунијом.
У фолклору везане за игру (у свакој руци по пар, разне величине), кастањете се и у уметничкој, оркестарској примени најчешће јављају у тренуцима радосне разиграности и полета, разуме се, првенствено као чинилац локалног колорита. 